# Harpalodiodes
Harpalodiodes is een geslacht van kevers uit de familie van de loopkevers (Carabidae). De wetenschappelijke naam van het geslacht is voor het eerst geldig gepubliceerd in 2002 door Bousquet.

## Soorten
Het geslacht Harpalodiodes is monotypisch en omvat slechts de volgende soort:
- Harpalodiodes xanthorhaphus (Wiedemann, 1825)